# 互助总寨关帝庙
互助总寨关帝庙，位于中国青海省互助县沙塘川乡总寨村，为第八批青海省文物保护单位，公布日期为2008年4月10日，类型为古建筑。
互助总寨关帝庙的历史年代为明、清。